# Cormac mac Lathi
Cormac mac Lathi – legendarny król Ulaidu z dynastii Milezjan (linia Ira, syna Mileda) w latach 180-163 p.n.e., syn Lathiego, syna Conchobara II Maola, króla Ulaidu.
Informacje o nim czerpiemy ze źródeł średniowiecznych, np. „Rawlinson B 502” z XII w., gdzie zanotowano na jego temat: Corm[ac] m[ac] Lat[h]ic[h] m[eic] [Con]chob[uir] Máel m. Fut[h]i .xxvii. [bliadna] (faksym. 157). Źródło podało błędnie, że jego poprzednikiem był Rudraige I Mor („Wielki”) mac Sithrige, który panował w późniejszym okresie. Cormac objął tron Ulaidu po swym dziadku ojczystym, Conchobarze II Maolu („Łysym”). Panował z Emain Macha nie dwadzieścia siedem (małymi literami rzymska cyfra XXVII), lecz siedemnaście lat. Jego następcą został Mochta mac Murchaid, kuzyn nieznanego pokrewieństwa.